# Berlewin
Berlewin von Freiberg oder von Vriberg († 1243/1244 bei Rondsen (heute Stadtteil von Graudenz)) war ein Ordensritter des Deutschen Ordens. 

## Leben
Berlewin soll aus einem Meißener Ministerialengeschlecht stammen. Im Jahr 1233 war Berlewin Pfleger in Kulm und trat als Urkundenzeuge auf. Einige Jahre später, 1239 wurde er Vizelandmeister in Preußen. Eine abgaben- und lastenfreie Landverleihung an Ernst Dietrich von Tiesenau durch Berlewin als Landmeister ist in diesem Jahr dokumentiert. Weiterhin soll er gegen Natangen militärisch vorgegangen sein. Seine Amtszeit als Ordensmarschall in den 40er Jahren ist etwas undeutlich, die Angaben reichen von 1240 bis 1244. Jedenfalls war diese Periode vom Ersten Prußenaufstand gezeichnet. In den Kämpfen ist er zwischen Sommer 1243 und Winter 1244 mit 400 Rittern in der Schlacht bei Rondsen gefallen.